# Lenguas de los montes Torricelli
Las lenguas torricelinas o lenguas de los montes Torricelli son una familia lingüística de lenguas papúes habladas en el norte de Papúa Nueva Guinea cerca de la costa, por unas 80 mil personas. Deben su nombre a los montes Torricelli. La lengua demográficamente más importante es el arapesh (en realidad formado por varias lenguas estrechamente emparentadas) que tiene unos 32 mil hablantes.
Las lenguas torricelinas ocupan se distribuyen a lo largo de tres regiones geográficamente separadas. Parece claro que esa separación geográfica se debe a las migraciones antiguas de hablantes de lenguas del Sepik que fragmentaron el dominio lingüístico torricelino. Se ha conjeturado que pudieran tener un parentesco lejano con las lenguas del Sepik.

## Clasificación

### Clasificación interna
Wilhelm Schmidt encontró similitudes entre las lenguas wapei, las lenguas monumbo y otras lenguas de la costa en 1905. El trabajo de David Laycock (1965) permitió establecer mejor el parentesco filogenético de esta familia. Más recientemente, Malcolm Ross redefinió la familia torricelina tal como había sido definida por Laycock y Z’graggen's (1975) dividiendo la rama kombio (situó el idioma kombio en la rama palei y dejó el weom como rama autónoma), además dejó algunas lenguas sin clasificar por considerar que los datos sobre ellas son insuficientes para clasificarlas (entre estas lenguas están el eitiep, el torricelli (lou), el yambes y el aruek). La clasificación de Ross es:
- Wom.
- Lenguas arapesh.
- Rama Maimai: Nambi (Nabi), Wiaki (Minidien), Beli, Laeko, Maimai (Siliput, Yahang–Heyo).
- Rama Wapei occidental: Seti, Seta, One (un complejo dialectal).
- Lenguas monumbo: Monumbo, Lilau.
- Rama Marienberg: Bungain, Wiarumus (Mandi), Muniwara (Juwal), Urimo, Kamasau, Elepi, Buna.
- Rama Wapei: Gnau, Yis, Yau, Olo, Elkei, Au, Yil, Dia (Alu), Ningil, Sinagen (Galu), Yapunda, Valman.
- Rama Palei: Urim, Urat, Kombio, Agi, Aruop, Wanap (Kayik), Amol (Alatil, Aru), Aiku (Ambrak, Yangum).

Ethnologue también incluye entre estas lenguas al bragat (dentro de la rama palei).

### Parentesco con otras lenguas
La relación filogenética más prometedora que se ha postulado para las lenguas torricelinas es una supuesta relación con las lenguas del Sepik. En las reconstrucciones de ambas familias, los pronombres tienen un sufijo de plural *-m y un sufijo de dual *-p.

## Descripción lingüística

### Características tipológicas
Las lenguas torricelinas son inusuales entre las lenguas papúes al tener un orde básico Sujeto Verbo Objeto (SVO), frente a la mayor parte de las lenguas papúes que tienen orden SOV. Previamente se había pensado que este orden SVO era el resultado del contacto lingüístico con lenguas austronesias, pero ahora se cree que el orden SVO ya habría estado presente en proto-torricelino.

### Pronombres
Los pronombres que Ross reconstruye para el proto-torricelino son:
| yo   | *ki         | nosotros dos | *ku-p  | nosotros | *ku-m, *əpə        |
| tú   | *yi, *ti    | vosotros dos | *ki-p  | vosotros | *ki-m, *ipa        |
| él   | *ətə-n, *ni | ellos dos    | *ma-k  | ellos    | *ətə-m, *ma, *apa- |
| ella | *ətə-k, *ku | ellas dos    | *kwa-k | ellas    | *ətə-l             |

### Comparación léxica

#### Numerales
Los numerales en diferentes lenguas de los montes Torricelli:
| GLOSA | Kombio-Arapesh | Kombio-Arapesh | Marieng       | Urim      | Wapei-Palei     | Wapei-Palei | Wapei-Palei       | Wapei occidental | Wapei occidental  | PROTO- TORRICELLI |
| GLOSA | Bukiyip        | Kombio         | Kamasau       | Urim      | Urat            | Au          | Yapunda           | One de Molmo     | One septentrional | PROTO- TORRICELLI |
| ----- | -------------- | -------------- | ------------- | --------- | --------------- | ----------- | ----------------- | ---------------- | ----------------- | ----------------- |
| '1'   | atin           | likekŋ̥         | ɨri           | wɾis      | ŋiljeh          | kiutip      | ŋa-n              | ara              | wokɛrɑ            |                   |
| '2'   | βietʃ          | wuye           | temi          | wekŋ      | hoi             | wiketeres   | wiyei             | plana            | plɑinrɛ           | *wikei            |
| '3'   | βietʃ atin     | wuye-likekŋ̥    | temi ɨɾi      | wrɑuɾ     | hun             | wikak       | wiyei ŋa          | plana ara        | plɑinrikɛrɑ       | *2+1 (?)          |
| '4'   | ŋobatitʃ       | wuye-wuye      | temi ayɛ temi | wikŋ wikŋ | hoje hoje       | tekyait     | wiyei wiyei       | plana plana      |                   | *2+2 (?)          |
| '5'   | anowipitʃ      | nto-kitie      | si ɨre        | wɑmbomis  | ʃep-umbur       | his pinak   | ɨlɔŋɡɨl wɔli      |                  | mɛw repo pikɑli   |                   |
| '6'   | anowip         | 5+1            | (sɪkɪs)       | 5+1       | 5+1             | 5+1         | 5+1               |                  |                   | *5+1              |
| '7'   | anowip atin    | 5+2            | (seβɛn)       | 5+2       | 5+2             | 5+2         | 5+2               |                  |                   | *5+2              |
| '8'   | anowip βietʃ   | 5+3            | (eⁱt)         | 5+3       | 5+3             | 5+3         | 5+3               |                  |                   | *5+3              |
| '9'   | anap           | 5+4            | (nɐⁱn)        | 5+4       | 5+4             | 5+4         | 5+4               |                  |                   | *5+4              |
| '10'  | anp atin       | 5+5            | (tɛn)         | 5+5       | ʃep-umbur umbur | his wien    | ɨlɔŋɡɨl wɔli wɔli |                  | ilo wokɛrɑ        | *5+5              |

En kamasau los numerales entre paréntesis son préstamos del inglés.

#### Vocabulario básico
Vocabulario básico:
| rama             | idioma       | cabeza     | cabello       | oreja          | ojo            | nariz      | diente     | lengua           | pierna | sangre   | hueso       | piel         | pecho       |
| ---------------- | ------------ | ---------- | ------------- | -------------- | -------------- | ---------- | ---------- | ---------------- | ------ | -------- | ----------- | ------------ | ----------- |
| One              | One, Inebu   | selə       |               | tipi           | namla          | suwla      | nala       | alfoi            | teu    | fampwi   | amla        | plapi        | nimla       |
| Wapei occidental | Seta         | sela; sila | sila batalayo | tɩbɩli; təpəli | namana; naməna | sulu; sülü | nɛla; nelə | ngctela; ŋkotelə | teu    | soli     | kamóya      | tapeo; tapio | mommo; momo |
| Wapei            | Ningil       | waʔal      |               | məkər          | namək          | nəfənək    | na:        | wa:r             | yau    | ni:kri   | ləmeʔi      | fa:wal       | ma:ʔ        |
| Palei            | Aruop        | wantu      |               | yaŋkole        | yolta          | mup        | na         | aləta            | ala    | səna     | pəniŋki     | wiye         | yimá        |
| Maimai           | Heyo         | utüwe      |               | rakun          | napelkə        | luweka     | parkita    | elktife          | itikya | wiyefa   | yefa        | halipa       | maka        |
| Maimai           | Beli         |            |               | ŋətə           | satoʔ          | suwopən    | niŋo       | life             | papaŋ  | kuijwẽ   | loknwẽ      | noʔoŋ        | mapi        |
| Urim             | Urim         | ləŋkəp     |               | nurkul         | i:kŋ           | ləmp       | e:k        | milip            | ne:p   | waləmpop | təpmuŋkut   | palək        | ma:         |
| Urat             | Urat         | ntoh       |               | kwin           | ampep          | muhroŋ     | asep       |                  | nihip  | wim      | lupuŋ       | yahreik      | ampreip     |
| Kombio           | Torricelli   | emen       |               | wolep          | yempit         | wujipen    | nal        | yaŋklou          | araiʔ  | yalkup   | ləp         | alou         | yimep       |
| Arapesh          | Abu' Arapesh | bʌrʌkʰa    | bʌrʌkʰa       | ɛligʌ          | ŋʌim           | mutu       | nʌluh      | ʌhʌkʌ            | burʔah | usibɛl   | pisitʌnʌgel | beni'koh     | numʌb       |

| rama             | idioma       | piojo    | perro       | puerco | ave             | huevo       | tree   | sol           | moon         | agua   | fuego         | piedra          | camino |
| ---------------- | ------------ | -------- | ----------- | ------ | --------------- | ----------- | ------ | ------------- | ------------ | ------ | ------------- | --------------- | ------ |
| One              | One, Inebu   | munola   | pa:la       |        | nawra           | amu         | silo   | ayre          | anini        | fa:la  | ni:pi         | ta:ma           |        |
| Wapei occidental | Seta         | təmofəl  | balə; pa:lə |        | pəsiapa; pɩsapə | a:mo; gambu | si     | kebɩli; kepli | anine; funmo | mi     | sakul; sakulu | kuləbol; tumala | plɛn   |
| Wapei            | Ningil       | nəmaŋkar | faré:       |        | aprei           | yu:lək      | lu:    | wufliyəx      | onyil        | ni:    | walk          | xəroi           |        |
| Palei            | Aruop        | yimunə   | yimpa       |        | ali             | yoltə       | nəmpə  | wa            | anyə         | suku   | yimpu         | atauka          |        |
| Maimai           | Heyo         | hipəp    | mpat        |        | walfisa         | laʔwo       | lowə   | fala          | onifəʔ       | hipelə | yafa          | paleka          |        |
| Maimai           | Beli         |          | pato        |        | walfun          | lawiyen     | lowo   | watli         | waluko       | ite    | safi          | kalkopo         |        |
| Urim             | Urim         | nəmin    | nəmpa       |        | wel             | haləmpar    | yo:    | takəni        | kanyil       | huw    | wa:kŋ         | weit            |        |
| Urat             | Urat         | ompik    | pwat        |        | antet           |             | lou    | nai           | wantihi      | pənip  | nih           | yah             |        |
| Kombio           | Torricelli   | numuk    | yimpeu      |        | elip            | yimpwonən   | lu     | awən          | iyén         | wop    | yotou         | əntoʔ           |        |
| Arapesh          | Abu' Arapesh | numunʌl  | nubʌt       | bul    | ʌlimil          | ʌlhuʌb      | lʌ·wʌk | uʔwʌh         | 'ʌ'un        | ʌbʌl   | unih          | utʌm            | iʌh    |

| rama             | idioma       | hombre    | mujer     | nombre | comer       | uno  | dos   |
| ---------------- | ------------ | --------- | --------- | ------ | ----------- | ---- | ----- |
| One              | One, Inebu   | mana      | pi:ni     |        |             |      | plale |
| Wapei occidental | Seta         | manə; oma | bɩni; pin |        | wune woyuye |      | pəla  |
| Wapei            | Ningil       | masin     | naʔ aipi  |        |             |      | wilal |
| Palei            | Aruop        | makenti   | simi      |        |             |      | piya  |
| Maimai           | Heyo         | mohon     | nuweteʔ   |        |             |      | oloʔw |
| Maimai           | Beli         | masən     | sakwoto   |        |             |      | wosoŋ |
| Urim             | Urim         | kəmel     | ki:n      |        |             |      | we:k  |
| Urat             | Urat         | mik       | tuwei     |        |             |      | hoi   |
| Kombio           | Torricelli   | eiŋ       | injik     |        |             |      | wiyeu |
| Arapesh          | Abu' Arapesh | ʌʔlemʌn   | numʌto    | ɛigil  | 'nʌsʌh      | etin | biəs  |